# Ruch Radzionków
Ruch Radzionków (celým názvem Klub Sportowy Ruch Radzionków) je polský fotbalový klub z města Radzionków založený 14. srpna 1919. Rok založení je i v klubovém emblému. Domácím hřištěm je stadion Bytom-Stroszek s kapacitou 3 000 míst. Od sezony 2010/11 hraje v polské druhé lize, která se jmenuje I Liga (k 7/2014).
Sezony 1998/99, 1999/00 a 2000/01 hrál v Ekstraklase – nejvyšší polské lize.

## Názvy klubu
- od 14. 8. 1919 – Towarzystwo Gier i Zabaw
- od 28. 5. 1920 – Towarzystwo Sportowe Ruch Radzionków
- od 1949 – Górniczy Klub Sportowy Ruch Radzionków
- od 1. 7. 2005 – Klub Sportowy Ruch Radzionków

## Úspěchy
- postup do Ekstraklasy (v létě 1998)